# Билате, Марио
Марио Амаре Билате (нидерл. Mario Amare Bilate; род. 16 июля 1991, Москва) — нидерландский футболист, нападающий клуба «Козаккен Бойз».
Марио родился в Москве в семье русской и выходца из Эфиопии. В два года он вместе с семьей переехал в Нидерланды.

## Клубная карьера
Билате начал карьеру в клубе «Ксерксес». По окончании первого сезона он перешёл в более именитую «Спарту» из Роттердама. 7 августа 2011 года в матче против ситтардской «Фортуны» Марио дебютировал в Эрстедивизи. 23 октября в поединке против «Гоу Эхед Иглз» он забил свой первый гол за «Спарту». Летом 2012 года Марио продлил контракт с клубом до лета 2015 года.
Летом 2014 года Билате перешёл в шотландский «Данди Юнайтед», подписав контракт на два года. 10 августа в матче против «Абердина» он дебютировал в шотландской Премьер лиге. 13 августа в поединке против «Мотеруэлла» Марио забил свой первый гол за «Данди Юнайтед». В 2015 году получил разрыв крестообразных связок, а ноябре «Данди Юнайтед» расторг с ним контракт.
Летом 2016 года Билате подписал соглашение с «Ден Босх». 8 августа в матче против дублёров ПСВ он дебютировал за новый клуб. 17 февраля 2017 года в поединке против «ТОП Осс» Марио забил свой первый гол за «Ден Босх». По окончании сезона Билате присоединился к «Эммену». 18 августа в матче против «Валвейка» он дебютировал за новую команду. 12 марта 2018 года в поединке против ТОП Осс Марио забил свой первый гол за «Эммен».
Летом 2018 года Билате перешёл в «Валвейк». 17 августа в матче против «Телстара» он дебютировал за новый клуб. 24 августа в поединке против своего бывшего клуба «Ден Босха» Марио сделал «дубль», забив свои первые голы за «Валвейк».
30 августа 2022 года перешёл в АДО Ден Хааг, подписав с клубом контракт до конца сезона 2022/23. В июле 2023 года подписал двухлетний контракт с клубом «Козаккен Бойз».

## Инцидент с болельщиками
Билате с партнёром по команде Надиром Чефтчи отдыхали в одном из ночных клубов Данди, когда у них возник конфликт с болельщиками клуба «Данди». В результате завязалась драка, но никто не получил сильных повреждений.